# Американское Самоа на летних Олимпийских играх 2004
Американское Самоа принимала участие в Летних Олимпийских играх 2004 года в Афинах (Греция) в пятый раз за свою историю, но не завоевала ни одной медали.  Сборную страны представляли 2 мужчины и 1 женщина, принимавшие участие в соревнованиях по лёгкой и тяжёлой атлетике.

## Лёгкая атлетика
Спортсменов — 2
Мужчины
| Спортсмен       | Вид   | Забег     | Забег | Четвертьфинал | Четвертьфинал | Полуфинал | Полуфинал | Финал     | Финал     |
| Спортсмен       | Вид   | Результат | Место | Результат     | Место         | Результат | Место     | Результат | Место     |
| --------------- | ----- | --------- | ----- | ------------- | ------------- | --------- | --------- | --------- | --------- |
| Келси Наканелуа | 100 м | 11,25     | 7     | Не прошёл     | Не прошёл     | Не прошёл | Не прошёл | Не прошёл | Не прошёл |

Женщины
| Спортсмен     | Вид            | Квалификация | Квалификация | Финал     | Финал     |
| Спортсмен     | Вид            | Результат    | Место        | Результат | Место     |
| ------------- | -------------- | ------------ | ------------ | --------- | --------- |
| Лиза Мисипека | Метание молота | NM           | -            | Не прошла | Не прошла |

## Тяжёлая атлетика
Спортсменов — 1
Мужчины
| Спортсмен  | Категория | Масса  | Рывок | Рывок | Рывок | Толчок | Толчок | Толчок | Всего | Место |
| Спортсмен  | Категория | Масса  | 1     | 2     | 3     | 1      | 2      | 3      | Всего | Место |
| ---------- | --------- | ------ | ----- | ----- | ----- | ------ | ------ | ------ | ----- | ----- |
| Элеи Лалио | до 105 кг | 101,44 | 125   | 132.5 | 140   | 160    | 170    | 177.5  | 295   | 14    |